# NGC 13
NGC 13 är en spiralgalax i stjärnbilden Andromeda. Den uppskattas befinna sig cirka 220 miljoner ljusår (66 Mparsec) från solen. Den upptäcktes den 26 november 1790 av William Herschel.

## NGC 7831-gruppen
Enligt A.M. Garcia är NGC 13 medlem i NGC 7831-gruppen (även känd som LGG 1), som innehåller minst 18 galaxer, som NGC 19, NGC 20, NGC 21, NGC 39, NGC 43, NGC 7805, NGC 7806, NGC 7819 och NGC 7836.

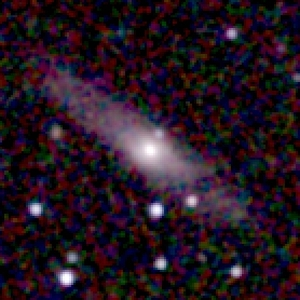
NGC 13 (nära-infraröd)